# Château d'Évol
Le château d'Évol (en catalan et parfois en français : Castell d'Évol) est un château situé dans le hameau d'Évol, sur le territoire de  la commune d'Olette dans le département des Pyrénées-Orientales .

## Histoire
- Si vous ne connaissez pas le sujet, laissez ce bandeau (vous pouvez alors contacter les auteurs).
- Si vous supprimez le contenu mis en cause (vous pouvez préalablement contacter les auteurs),

argumentez précisément cette suppression dans la page de discussion
(un manque de référence n'est pas un argument ; une recherche réelle de référence doit avoir été effectuée, être formellement documentée).
La première mention du site d'Évol date de 957 quand il est donné au monastère Santa Maria de Ripoll par Seniofred, comte de Conflent. Cette donation est confirmée par le pape Serge IV en 1010 et 1011. Par successions, il passe des comtes de Conflent, à ceux de Cerdagne. L'abbaye Saint-Michel de Cuxa avait des terres dans la vallée de la Ribera d'Évol depuis l'an 950, et Jujols, en 985. En 1010, Guisla, mariée à Guifred II de Cerdagne, a donné Oreilla à l'abbaye Saint-Martin du Canigou.

Évolution des comtés dans les Pyrénées orientales

Au Xe siècle apparaît dans le Conflent et la Cerdagne la famille de Riculfi. Ils sont des proches des comtes de Cerdagne et de Barcelone au XIe siècle. En 1060, Arnaud Riculfi, viguier de Sahorre et de Thorrent, épouse Clémence, fille du comte Raymond de Cerdagne. Ils font hommage de leur château de So ou Son (Usson, hameau de Rouze) et de sa seigneurie à Guillaume-Raymond de Cerdagne en 1067/1068. En 1150, Arnaud de Son, dernier descendant mâle des Riculfi, marie sa fille, Catalane, héritière de la seigneurie de Son à Bernard d'Alion, très probablement le fils de Raimond d'Aniort (ou Niort) et frère de Pierre de Belcastel et d'Othon de Niort. La famille d'Alion avait des droits sur le plateau d'Aillou aux confins du Pays de Sault, du Sabarthès. Le pays d'Alion comprenait quatre villages : Montaillou, Prades, Comus et Camurac. Après ce mariage, Bernard d'Alion a un patrimoine très important avec les châteaux de Niort, Belfort, Castelpor, Belvis dans le Pays de Sault, les châteaux de Son (So ou Usson) et Quérigut dans le Donezan avec Évol, Estavar et Bajanda, d'autres lieux disséminés dans le Capcir, le Conflent et la Cerdagne. En 1209, Pierre II d'Aragon a confisqué à son fils, Bernard II d'Alion, les châteaux de Son et Quérigut et les lieux d’Évol et Estavar pour manquement à ses devoirs féodaux. Évol est donné à la fin du XIIe siècle à Raymond-Roger, comte de Foix, en même temps que la villa d'Estavar et les châteaux de So ou Son (Usson, hameau de Rouze) et de Quérigut. Le 3 des calendes de juillet 1245, Roger, comte de Foix, reconnaît tenir en fief de Jacques Ier, roi d'Aragon, les châteaux de So, de Quéragut, tout le Donezan, Estavar, Bajanda et d'Évol. 
Bernard III d'Alion, son petit-fils, s'est marié avec Esclarmonde de Foix, fille de Raymond-Roger de Foix et sœur de Roger-Bernard II de Foix. Il est brûlé pour hérésie en 1258, à Perpignan.
En 1260, le roi Jacques d’Aragon a rendu à son fils, Guillaume (Guillem) de So, la seigneurie de Sahorre, Eus, Puyvalador, et Évol. Il va alors entreprendre la construction du château. Six ans plus tard, il devient le seigneur de So et Quérigut. 
Gaston de Foix rend hommage à Jacques Ier d'Aragon pour les châteaux de So (Son) et de Quérigut, du pays de Donezan, d'Estavar, Bajande et Évol, en 1276. En 1277, Roger-Bernard III de Foix confirme Guillaume de So le fief du château et du lieu d’Évol. En 1301, Guillaume de So (Son) donne à son fils Bernard, à la suite de ses noces, les châteaux d’Évol et de Sauto et les villages d’Estavar et de Bajanda. 

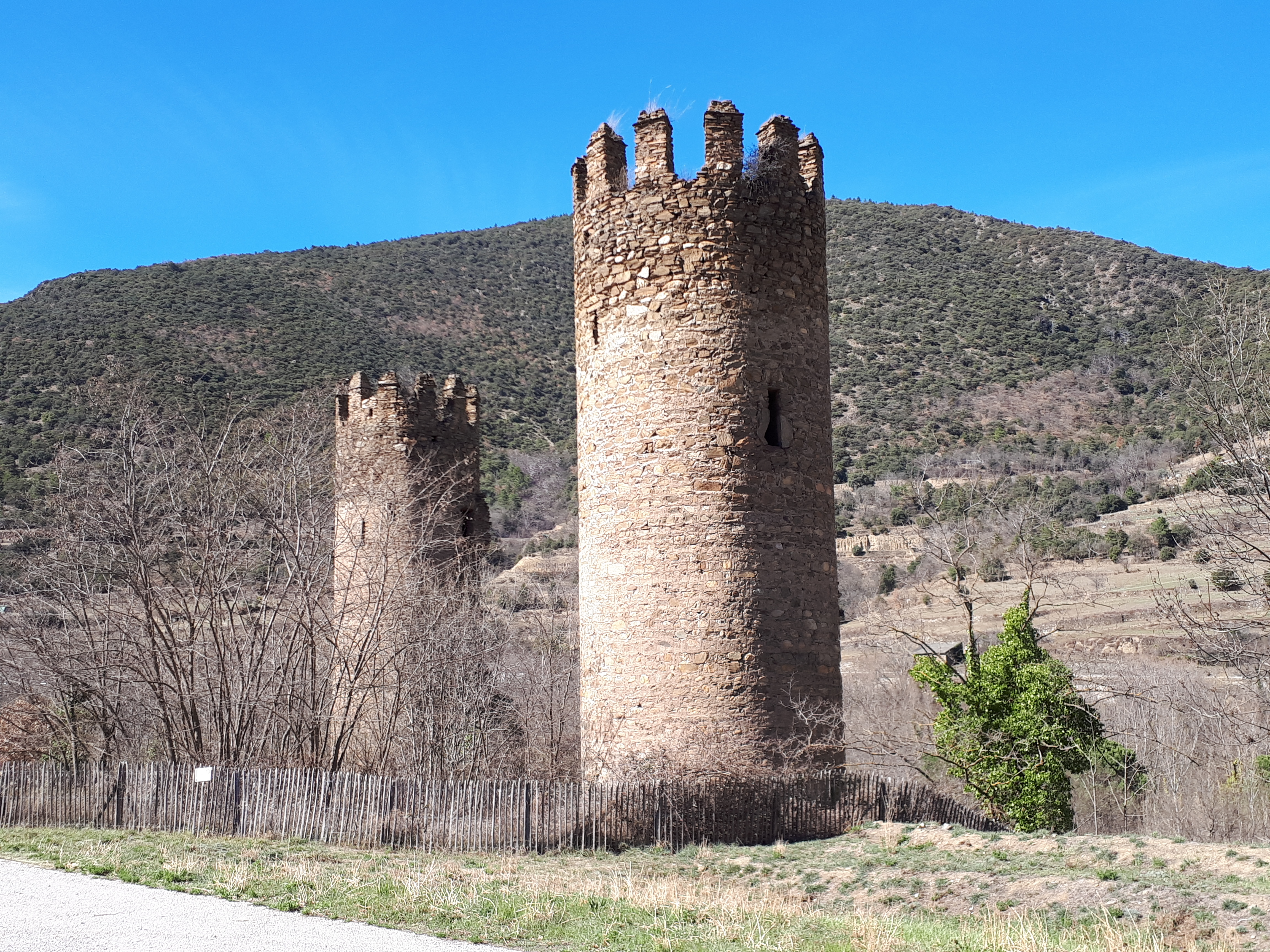
Les deux tours médiévales de la Bastide.

En 1335, le roi Jacques III de Majorque a fait d'Évol une vicomté. Jean de So, deuxième vicomte d'Évol a fait construire la Bastide-d'Olette, entre 1335 et 1344. Elle est appelée « Bastida Nova » en 1345. En 1345, avec la victoire de Pierre IV d'Aragon sur Jacques III de Majorque, Jean de So fait sa soumission à Pierre IV d'Aragon mais il perd la vicomté d'Évol qu'il doit échanger contre Saint-Martin, dans le Penedès. Il est mort en 1347. Le roi nomme alors des châtelains pour commander au château d'Évol avant qu'il le donne en fief à Guillem d'Entaça, le 15 des calendes de septembre 1346. Par sentence du conseil royal du 28 septembre 1351, sur la requête du comte de Foix, Pierre IV d'Aragon rendit les biens confisqués à ses fils, Bérenger et Bernard. Bernard de So a épousé Blanche d’Aragall et hérité des châteaux de Mirallès, Queralt, Ansovell et Arànser, en Cerdagne. Bernard de So a soutenu Pierre IV dans sa lutte contre le roi de Castille, Pierre le cruel. Bernard de So est mort en 1413. Son fils Guillaume lui a succédé. Il est mort en 1428 et n'a eu comme seule héritière, Blanche, mariée à Pierre Galcerand de Castro, chambellan du roi Alphonse V d'Aragon à qui elle a transmis le titre de vicomte d'Évol[source insuffisante]. En 1469, Louis XI qui a obtenu le comté de Cerdagne et de Roussillon par le traité d'Olite en 1462, confisque la vicomté au profit de Damien Dez Castlar. Puis elle est restituée aux premiers seigneurs après que ces deux comtés aient été rendus à Ferdinand le Catholique en 1493 par le traité de Narbonne ou de Barcelone.
En 1530, Gillem Raimond Galceran de Castro est le vicomte d'Évol. L'aile sud du château est consolidée en 1634. Un procès est fait en 1638 à la veuve de Guerra Aragon Castro y Pinos, vicomtesse d'Évol, au sujet du service militaire dû pour les châteaux de la vicomté bien qu'ils soient ruinés.
En 1653, la vicomté d'Évol est attribuée à don Joseph Margarit, marquis d'Aguilar.
Le château a été inscrit au titre des monuments historiques le 5 octobre 1982.

## Architecture

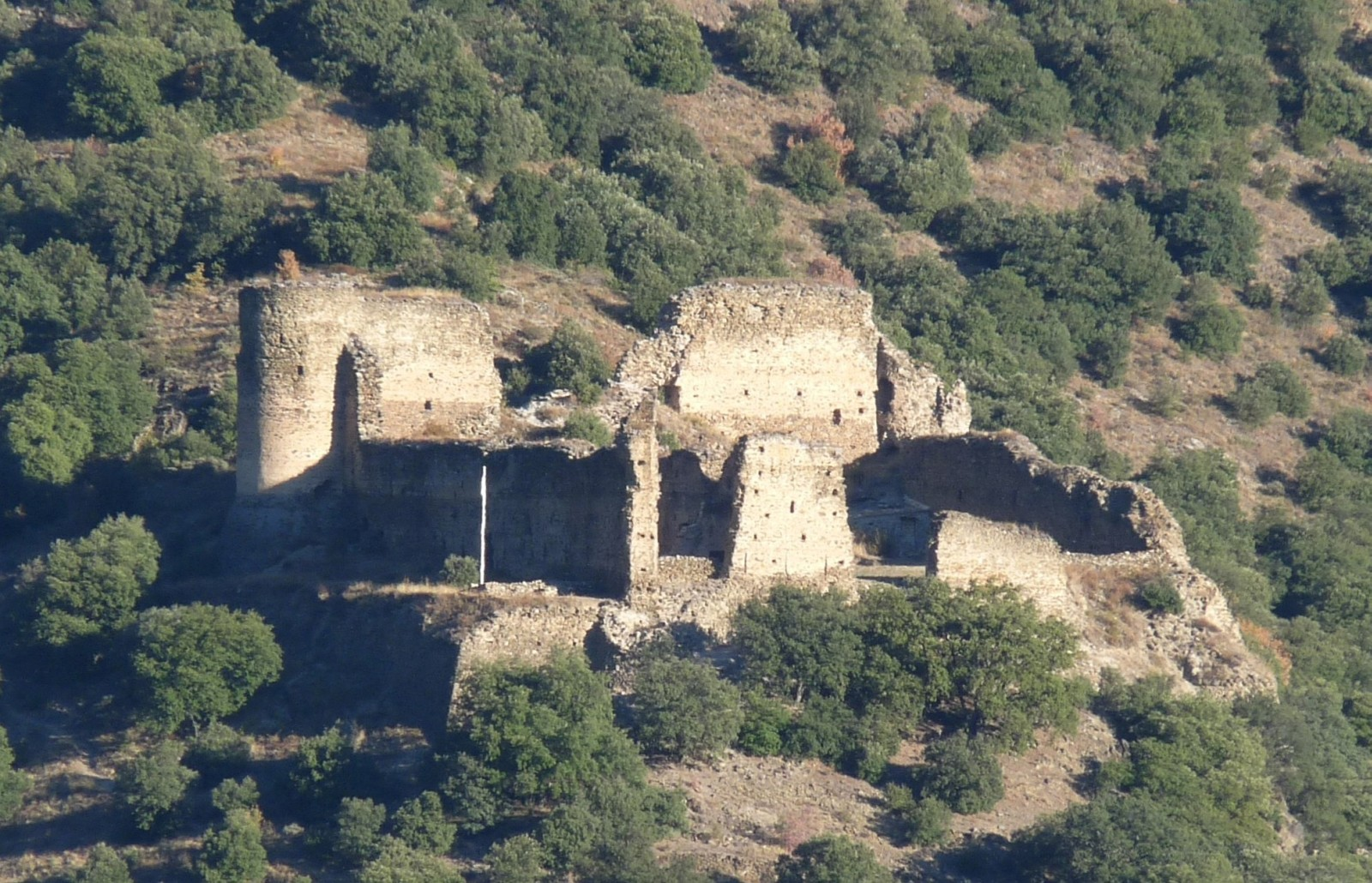
Le château d'Évol

Le château d'Évol a une enceinte quadrangulaire cantonnée de quatre tours circulaires. Des travaux de dégagement ont mis au jour les bases d'une grosse tour cylindrique qui devait être la tour principale du château, implantée dans le mur d'enceinte côté montagne. Une rampe d'accès sur le front sud permet d'en déduire la position de la porte d'entrée.
Les traces d'un bâtiment d'habitation de sept travées subsistent au revers du mur ouest. Ce côté était prolongé d'une terrasse qui pouvait servir à l'artillerie car elle domine toute la vallée.
L'ensemble du château a été réalisé en maçonnerie grossière de schiste équarri.